# Jolanda Insana
Jolanda Insana (ur. 18 maja 1937 w Mesynie, zm. 27 października 2016 w Rzymie) – włoska poetka.

## Biografia
Podczas II wojny światowej, kiedy była dzieckiem, jej rodzinne miasto zostało zbombardowane przez aliantów. Doświadczenia wojenne wywarły wpływ na jej twórczość. Poetka musiała ewakuować się do rodzinnej miejscowości swojej matki Monforte San Giorgio, gdzie doświadczyła biedy i musiała walczyć o przetrwanie. 
Ukończyła studia w Mesynie, pisząc pracę na temat Wrzeciona Erinny, od 1968 roku mieszkała i tworzyła w Rzymie. Opublikowała kilka zbiorów poezji. Jolanda Insana została odkryta przez Giovanniego Raboniego w 1977 roku, kiedy to w kierowanym przez Raboniego cyklu wydawniczym  «Quaderno collettivo della Fenice» opublikowany został jej zbiór poetycki "Sciarra amara". W 2002 roku zdobyła il Premio Viareggio za zbiór La stortura (Garzanti). W 2007 roku w Gli elefanti poesia wydawnictwa Garzanti zostają opublikowane jej wszystkie dzieła, wraz z poematem zatytułowanym La bestia clandestina, który stanowi część jej nowego przedsięwzięcia, nad którym poetka pracowała od 2003 roku. Oprócz wykonywania zawodu nauczycielki w szkole średniej, poetka oddawała się swojej wielkiej pasji – literaturze klasycznej. Jolanda Insana przetłumaczyła z greki i łaciny dzieła wielu klasyków oraz autorów współczesnych, między innymi Safony, Platona, Eurypidesa, Plauta, Alkajosa, Anakreonta, Hipponaksa, Kallimacha, Lukrecjusza, Marcjalisa oraz mediewisty Andrei Cappellano. Ponadto przełożyła wierszem kilka dzieł Ahmada Szauki'ego i Aleksandra Twardowskiego. Tłumaczenia pozwoliły poetce rozwinąć własną twórczość. Według Jolandy Insany poezja jest zawsze tłumaczeniem, poeta daje głos różnorodnym głosom, wymienia jeden sens na inny i dzięki temu tworzy nowy język.

## Dzieła
- Sciarra amara,  «Quaderno collettivo della Fenice» n. 26, Guanda 1977
- Fendenti fonici, Mediolan, Società di poesia, 1982
- Il collettame, Mediolan, Società di poesia, 1985
- La clausura, Mediolan, Crocetti, 1987
- Medicina carnale, Mediolan, Mondadori,1994
- L'occhio dormiente, Wenecja, Marsilio, 1997
- La stortura, Mediolan, Garzanti, 2002
- La tagliola del disamore, Mediolan, Garzanti, 2005
- Tutte le poesie 1977-2006, Mediolan, Garzanti 2007
- Satura di cartuscelle, Rzym, Perrone, 2008
- Frammenti di un oratorio per il centenario del terremoto di Messina, Mediolan, Viennepierre, 2009
- Turbativa d'Incanto, Mediolan, Garzanti, 2012

Dotychczas żadne z dzieł Jolandy Insany nie zostało przełożone na język polski.

## Cechy charakterystyczne poezji Jolandy Insany
- połączenie dialektu sycylijskiego z językiem włoskim
- aliteracja[6]
- nieregularne rymy
- połączenie słownictwa wulgarnego z wyrafinowanym
- neologizmy
- sarkazm
- dosłowność
- latynizmy
- ironia[2]
- archaizmy
- wyrażenia techniczne
- terminy botaniczne i rolnicze
- przyrostki i przedrostki

### Tematy poruszane w twórczości poetki
- częste nawiązania do rodzinnego miasta, Mesyny – bombardowania z 1943 roku oraz trzęsienie ziemi z 1908 roku.
- wojna i zniszczenia
- życie i śmierć
- bieda
- codzienna egzystencja
- twórczość poetycka
- niszczący wpływ miłości
- samotność
- relacje matki z córką